# لیو یونهونگ
لیو یونهونگ (انگلیسی: Liu Yunhong؛ زادهٔ ۱۳ ژانویهٔ ۱۹۵۹)  شمشیرباز اهل چین بود. وی در بازی‌های المپیک تابستانی ۱۹۸۴ و ۱۹۸۸ شرکت کرده‌است.